# 瀬戸レア
瀬戸 レア（せと レア、2001年1月6日 - ）は、日本の女性プロレスラー。マリーゴールド所属。

## 所属
- センダイガールズプロレスリング（2023年 - 2024年）
- マリーゴールド（2024年 - ）

## 来歴

### センダイガールズプロレスリング
2022年6月にセンダイガールズプロレスリングに入門し、丸森 レアの名で2023年8月9日にYUNA戦でデビュー。

2024年5月31日退団した。

### マリーゴールド
2024年7月13日、瀬戸レアの名で再デビュー。

## 人物
「ジョジョの奇妙な冒険」をこよなく愛しており、入場時に決めるポーズは「ジョジョ立ち」である。
リングネームは、レアは本名、瀬戸はジョジョに登場した推しキャラ「セト神」から取っている。

## 得意技
串刺しドロップキック
逆羽折固め
ファイヤーマンズキャリーホールド